# Codex Manesse
Codex Manesse, Manessiske håndskrift eller Grosse Heidelberger Liederhandschrift (Bodmer) er et manuskript fra mellem 1305 og 1340 fra Zürich. Det indeholder kærlighedsdigte (minnesange) på middelhøjtysk af betydelige digtere; mange er kendte herskere. Den tyske minnesangstradition var påvirket af provençalsk trubadurtradition. Manuskriptet indeholder 137 portrætter af forfatterne, som  vises som idealiserede riddere, klædt i dragter i heraldiske farver og med heraldik: Flere med våbenskjold og lansefane, der gør det muligt at identificere dem.
- Codex Manesse indeholder et portræt af Wolfram von Eschenbach
- Konrad von Altstetten